# Auguste Chantraine
Auguste Louis Sylvain Chantraine, né le 20 février 1896 à Maillet (Indre) et mort le 15 mars 1945 au camp de concentration de Mauthausen (Autriche), est un paysan français qui fonde en 1933 la Fédération Paysanne de l'Indre. Le Paysan, journal de la Fédération, est lancé en février 1934. Dix numéros périodiques seront publiés jusqu'en 1940, et trois numéros spéciaux en avril et mai 1936 pour les élections législatives. 
Auguste Chantraine est maire socialiste de Tendu (Indre) à partir de 1936, préside les Anciens Combattants 1914-1918 et s'engage dans la Résistance pendant la Seconde Guerre mondiale. Arrêté le 27 décembre 1943 dans sa ferme le Cerisier à Tendu, il est déporté en Allemagne à Dachau puis en Autriche à Gusen où il meurt le 15 mars 1945.

## Biographie

### Le maire
Il exploite une ferme à Tendu. Après avoir créé la Fédération paysanne de l'Indre en 1933 et organisé une coopérative agricole, 
il est élu conseiller municipal puis en 1936 maire socialiste de Tendu. Lors de l'exode de juin 1940, il aide les réfugiés qui fuient vers le sud en suivant la RN 20. Des éléments de l'armée abandonnent dans le village des munitions et des explosifs, notamment 65 kg de mélinite, qu'Auguste Chantraine veille à disperser et à camoufler. Le maire refuse de présider la Légion française des combattants et devient suspect pour les autorités de Vichy. Le 1er juillet 1941, il est révoqué « car il manifeste de l'hostilité à l'œuvre de rénovation nationale » et son conseil municipal est dissout « car inapte à gérer de façon satisfaisante les affaires communales ».

### Le Résistant
Sur l'indication d'Armand Mardon, maire socialiste de Dun-le-Poëlier, Max Hymans et Georges Bégué, les premiers résistants de l'Indre, qui cherchent des terrains d'atterrissage et de parachutage pour le compte du SOE, prennent contact avec Auguste Chantraine. Ils tombent d'accord pour travailler ensemble : Auguste Chantraine accepte que soit utilisé un terrain sur sa propriété de Tendu, au lieu-dit le Cerisier. Devenant « Octave », Auguste Chantraine va y réceptionner, héberger et aider des agents secrets que le Special Operations Executive parachutera chez lui à sept reprises (jusqu'à son arrestation par les Allemands, fin 1943), notamment :
- agents parachutés dans la nuit du 6 au 7 septembre 1941 : Benjamin Cowburn « Benoît », Victor Gerson, George Langelaan, Michael Trotobas « Sylvestre », Jean du Puy « Camille », André Bloch « Georges IX »,
- agents parachutés dans la nuit du 22 au 23 septembre 1943 : Pearl Witherington « Marie », plus connue sous le nom de guerre de « Pauline » qu'elle adopta en devenant chef du réseau WRESTLER en mai 1944.

Selon le témoignage de Max Hymans, Auguste Chantraine  « réalisa un travail considérable. C'est lui qui rédigeait, à Tendu même, les articles agricoles que la BBC de Londres diffusait dans ses bulletins en français sous des signatures diverses. Chantraine mettait dans ses textes toute sa science et son expérience de paysan. Son pseudo était Ferdinand à la radio de Londres, et Ferdinand causa bien des soucis à Vichy et aux Allemands ». Son frère Ernest a aussi apporté son concours à la Résistance.
Auguste Chantraine, aidé de son frère Ernest, joue aussi un rôle important dans la Résistance du Sud de l'Indre. Il répartit les armes et munitions récupérées en juin 1940 puis celles qui sont parachutées. En mai 1942, il apporte son soutien à André Chauvat qui organise la Résistance à Argenton-sur-Creuse. Il effectue avec lui des sabotages coordonnés sur des lignes à haute tension et des bâtiments. À la suite de sabotages coordonnés le 12 septembre 1942, André Chauvat est arrêté et emprisonné à la maison d'arrêt de Châteauroux. Auguste Chantraine organise son évasion avec celle d'une soixantaine d'autres prisonniers politiques. La tentative échoue et Chantraine est arrêté deux jours après. Condamné par la section spéciale du Tribunal militaire de Clermont-Ferrand, il est emprisonné au centre de détention d'Eysses (à Villeneuve-sur-Lot), puis déporté à Dachau (matricule 73.255) avec André Chauvat, puis transféré à Gusen où il meurt le 15 mars 1945.

## Reconnaissance
- Plaque commémorative à la mairie de Tendu.
- Plaque commémorative au lieu-dit le Cerisier, près de la ferme des frères Ernest et Auguste Chantraine, à Tendu ; don du Gerry Holdsworth Special Forces Charitable Trust ; plaque dévoilée par Pearl Witherington-Cornioley « Pauline » le 23 septembre 2003, pour le soixantième anniversaire de son parachutage en France.